# Селці
Се́лці (болг. Селци) — село в Пловдивській області Болгарії. Входить до складу общини Садово.

## Населення
За даними перепису населення 2011 року у селі проживала 501 особа.
Національний склад населення села:
| Національність   | Кількість осіб | Відсоток |
| ---------------- | -------------- | -------- |
| болгари          | 441            | 88,7%    |
| цигани           | 54             | 10,9%    |
| інша             | 0              | 0%       |
| Всього відповіли | 497            |          |

Розподіл населення за віком у 2011 році:
Динаміка населення: